# Whanganui Island
Whanganui Island ist die größte Insel einer kleinen Inselgruppe an der Mündung zum Coromandel Harbour mit Zugang zum Hauraki Gulf vor der Westküste der Coromandel Peninsula auf der Nordinsel von Neuseeland.

## Geographie
Die 2,83 km² große Insel befindet sich an der westlichen Seite des Coromandel Harbour und ist Teil der beiden Hafenzugänge. Während das Festland des südwestlichen Hafeneingangs gut 1,3 km entfernt liegt, misst der Abstand zur Ruffin Peninsula an der nördlichen Seite der Insel, Little Passage genannt, lediglich 60 m. Einige Kilometer weiter nördlich liegt die Inselgruppe der Motukawao Group.
Der größte Teil der Insel wird für die Farmwirtschaft genutzt, ein kleinerer Teil ist bewaldet.

## Geschichte
Die Insel war bis zur Unterzeichnung des Vertrages von Waitangi Eigentum eines amerikanischen Siedlers, danach gehörte sie der britischen Krone, heute ist sie Privateigentum. Die Bucht Woolshed Bay an der geschützten Südküste ist ein beliebter Ankerplatz für Segler aus Auckland.